# Ляшки (Підкарпатське воєводство)
Ляшки (пол. Laszki) — село у Польщі, у гміні Ляшки Ярославського повіту Підкарпатського воєводства. Знаходиться на відстані 16 км на схід від Ярослава. Населення — 1850 осіб (2011).

## Історія
У 1939 році в селі Ляшки Довгі проживало 3250 мешканців (2040 українців, 850 поляків, 200 польських колоністів, 60 євреїв).
У 1940-1941 та 1944 роках були центром Ляшківського району Львівської області.
15 серпня 1944 року Президія Верховної Ради УРСР уточнила назви деяких населених пунктів та районів, зокрема перейменувала с. Ляшки Довгі на с. Довгі Ляшки, а Ляшківський район на Довголашківський район.
У жовтні 1944 року до Польщі передані ряд районів УРСР, зокрема Ляшківський район Львівської області. Українці не могли протистояти антиукраїнському терору після Другої світової війни. Частину добровільно-примусово виселили в СРСР (729 осіб — 174 родини). Решта українців попала в 1947 році під етнічну чистку під час проведення Операції «Вісла» і була депортована на понімецькі землі у західній та північній частині польської держави, що до 1945 належали Німеччині.
У 1975—1998 роках село належало до Перемишльського воєводства.

## Демографія
Демографічна структура станом на 31 березня 2011 року:
|          | Загалом | Допрацездатний вік | Працездатний вік | Постпрацездатний вік |
| -------- | ------- | ------------------ | ---------------- | -------------------- |
| Чоловіки | 923     | 185                | 630              | 108                  |
| Жінки    | 927     | 185                | 540              | 202                  |
| Разом    | 1850    | 370                | 1170             | 310                  |

## Відомі люди
- Володимир Риботицький (нар. 1942) — український живописець.
- Олександр Сич — боєць сотні «Месники-4» куреня «Месники» в УПА та батько Мирона Сича, єдиного етнічного українця у Сеймі Республіки Польща[8]
- Володимир Середа (нар. 1934) — громадський діяч, голова Об'єднання товариств депортованих українців «Закерзоння» (з 2000 р.), голова Львівського регіонального суспільно-культурного товариства «Надсяння» (з 1989 р.).
- Іван Фецович (1927—2000) — український автошляховик, мостобудівник.